# Кенділ Стюарт
Кенділ Стюарт (англ. Kendyl Stewart, 17 серпня 1994) — американська плавчиня.
Призерка Чемпіонату світу з водних видів спорту 2015 року.
Чемпіонка світу з плавання на короткій воді 2018 року.
Призерка Пантихоокеанського чемпіонату з плавання 2014 року.
Переможниця Панамериканських ігор 2019 року.
Призерка літньої Універсіади 2013 року.